# 胡蝶綺 ～少年信長～
《胡蝶綺 ～少年信長～》是由STUDIO DEEN原創製作、以時代劇為題材的日本電視動畫作品，2019年7月至9月在AT-X等台首播。本作是一部將日本知名歷史人物織田信長重新詮釋的作品，從元服禮時期（約13歲前後）的信長，到與弟弟信勝爭奪家督的歷史事件在內，描繪當時年輕世代武將們之間的鬥爭與糾葛。

## 概要
2018年12月27日，作品官方網站開張、並公開主視覺圖，及啟用官方Twitter。製作人員方面，集結了《薄櫻鬼》系列的主要製作團隊，人物設定由中敦子擔當、STUDIO DEEN負責動畫製作。導演由《亞爾斯蘭戰記》、《黑執事 Book of Circus》的阿部記之擔任。
此外在動畫開播之前，2019年1月10日開始在《Animage》2019年2月號至同年7月（德間書店）先以小說版的形式連載《胡蝶綺異聞》由動畫版編劇笹野惠執筆，全1冊，內容描述動畫正篇的前日譚（前傳）和外傳。並從2019年夏天開始，預定發布Honey Magazine手機遊戲《胡蝶綺 ～信長戀聞錄～》；至於漫畫版2019年8月6日開始於《comico》進行連載，作者為時十葉藍。

## 登場人物
織田信長（配音，小林裕介）
作品主角。織田信秀的次男（嫡男）。
池田恒興（配音，內田雄馬）
信長的同奶兄弟。
織田信行（配音，石川界人、東山奈央（勘十郎））
信長的同母之弟（也有稱之為信勝）。織田信秀的四男（也有一種說法他是三男）。
織田信廣（配音，坪井智浩）
信長的異母之兄。織田信秀的長男（庶子）。
歸蝶（配音，花守由美里）
外表看似女性，其實是男性，小時候是忍者。
前田利家（配音，寺島拓篤）
津津木藏人（配音，日野聰）
澤彥宗恩（配音，立花慎之介）
織田信秀（配音，楠大典）
柴田勝家（配音，宇垣秀成）
平手政秀（配音，麥人）
林秀貞（配音，松田健一郎）
林通具（配音，鳥海浩輔）
瀧川一益（配音，榎木淳彌）
佐佐成政（配音，高橋信）
村井貞勝（配音，前野智昭）
佐久間信盛（配音，木村良平）
佐久間盛重（配音，田丸篤志）
織田秀孝（配音，村瀨步）
土田御前（配音，勝生真沙子）
生駒吉乃（配音，鈴木實里）
阿華（配音，沼倉愛美）
阿市（配音，東山奈央）
齋藤道三（配音，玄田哲章）

## 製作人員
- 原作：揚羽母衣眾
- 導演：阿部記之
- 劇本統籌：山口亮太
- 人物設定：中敦子
- 道具設定：宮川治雄
- 歷史設定監修：下山修博
- 色彩設計：桂木今里
- 美術監督：三宅昌和
- 美術設定：本多敬、上垣裕起子
- 攝影監督：濱尾繁光
- 剪輯：松原理惠
- 音響監督：名倉靖
- 音樂：白戶佑輔（日语：白戸佑輔）
- 音樂製作：flying DOG
- 音樂製作人：柴田滋、內田峻、佐藤正和
- 製作人：川村仁、梶原剛、飯塚彩、日比政廣、金子廣孝、伊藤將生、百田英生、佐藤圭介、大森慎司、門貴治、米森裕人
- 動畫製作人：齋藤隆行
- 企劃製作：GENCO
- 動畫製作：STUDIO DEEN
- 製作：胡蝶綺製作委員會（HAPPINET（日语：ハピネット）、MediaNet Pictures、AT-X、DOCOMO動畫商城、TOKYO MX、flying DOG、81 Produce、WOWOW、德間書店、BS富士、STUDIO DEEN、GENCO）

## 主題曲
片頭曲（第1話－第12話）
作詞、作曲、編曲：P ，主唱：
第一話作為片尾曲使用。
片尾曲（第2話－第12話）
作詞：宮川彈，作曲：川崎智哉，編曲：佐藤純一，主唱：May'n

## 各話列表
| 話數     | 日文標題 | 中文標題   | 劇本     | 分鏡             | 演出              | 作畫監督                                                                      | 總作畫監督 | 總作畫監督 | 片尾插圖 |
| -------- | -------- | ---------- | -------- | ---------------- | ----------------- | ----------------------------------------------------------------------------- | ---------- | ---------- | -------- |
| 第一話   |          | 元服       | 山口亮太 | 阿部記之         | 牧野友映          | 松尾真彥、森本浩文 和田伸一                                                   | 中敦子     | 木村友美   |          |
| 第二話   |          | 婚禮       | 山口亮太 | 北村真           | 上野壯大          | 長田繪里、松竹德幸 淺井昭人、小島繪美 烏克麗麗善似郎                          | 中敦子     | 長田繪里   |          |
| 第三話   |          | 父與子     | 野惠     | 阿部記之         | 藤代和也          | 小林利充、武志鵬                                                              | 中敦子     | 木村友美   |          |
| 第四話   |          | 老臣的心意 | 山口亮太 | 葛谷直行、山田晃 | 山田晃            | 原田峰文                                                                      | 中敦子     | 長田繪里   | 望月     |
| 第五話   |          | 會面       | 野惠     | 齊藤哲人         | 秦義人            | 松下純子、都竹隆治 宇都木勇、櫻井拓郎 吉川真一                                | 中敦子     | 長田繪里   | 時十葉   |
| 第六話   |          | 清洲       | 山口亮太 | 北村真           | 上野壯大          | 吉田和香子 蒼依雙葉、和田伸一 山村俊了、森本浩文                              | 中敦子     | 木村友美   | 月森     |
| 第七話   |          | 愛與死     | 野惠     | 牧野友映         | 吉田俊司 牧野友映 | 烏克麗麗善似郎 松竹德幸、小島繪美 淺井昭人、山村俊了                          | 中敦子     | 長田繪里   | 不適用   |
| 第八話   |          | 信勝       | 野惠     | 北村真           | 山田晃            | 原田峰文、上原史也                                                            | 中敦子     | 木村友美   | 不適用   |
| 第九話   |          | 別離       | 澤田薰   | 西片康人         | 村田尚樹          | 小島繪美、和田伸一 山村俊了、吉田和香子 森本浩文                              | 中敦子     | 長田繪里   | 不適用   |
| 第十話   |          | 兄與弟     | 野惠     | 河野亞矢子       | 河野亞矢子        | 中嶋敦子、木村友美 松竹德幸、森本浩文 小島繪美                                  | 中敦子     | 木村友美   | 不適用   |
| 第十一話 |          | 上洛       | 澤田薰   | 沖田宮奈         | 吉田俊司          | 木村友美、松竹德幸 小島繪美、吉田和香子 淺井昭人、山村俊了                    | 中敦子     | 木村友美   |          |
| 第十二話 |          | 桶狹間     | 山口亮太 | 阿部記之、北村真咲 | 渡邊浩            | 長田繪里、木村友美 小島繪美、森本浩文 吉田和香子、和田伸一 山村俊了、大槻智惠 | 中敦子     | 長田繪里   | 不適用   |

## 播放電視台
| 播出期間               | 播出時間                  | 播放電視台  | 播放地區 | 備註                                         |
| ---------------------- | ------------------------- | ----------- | -------- | -------------------------------------------- |
| 2019年7月8日－9月23日  | 星期一 21時30分－22時00分 | AT-X        | 日本全國 | CS放送 有重播                                |
|                        | 星期一 22時30分－23時00分 | TOKYO MX    | 東京都   |                                              |
|                        | 星期一 24時30分－25時00分 | BS富士      | 日本全國 | BS/BS4K放送／『ANIME GUILD』時段             |
| 2019年7月10日－9月25日 | 星期三 24時00分－24時30分 | WOWOW Prime | 日本全國 | BS/CS放送 / 『Anime Prime』時段 全話免費播放 |

| 發佈日期               | 發佈時間             | 發佈網站 |
| ---------------------- | -------------------- | --- |
| 2019年7月8日－9月23日  | 星期一 23時00分 更新 | d動畫商城 |
| 2019年7月14日－9月29日 | 星期日 24時00分 更新 | Amazon Prime Video Video Pass （ 日语 ： ビデオパス） J:COM On-Demand （ 日语 ： ジュピターテレコム） 光TV （ 日语 ： ひかりTV） U-NEXT Anime放題 （ 日语 ： アニメ放題） FOD （ 日语 ： フジテレビオンデマンド） GYAO！ （ 日语 ： GYAO!） AbemaTV niconico Hulu 萬代頻道 animeteleto ] acTVila （ 日语 ： アクトビラ） Rakuten TV Video Market （ 日语 ： ビデオマーケット） DMM.com MOVIEFULL HAPPY！動畫 |

## 藍光&DVD
| 卷數 | 發售日期      | 收錄話數      | 規格編號  | 規格編號  |
| 卷數 | 發售日期      | 收錄話數      | 藍光版    | DVD版     |
| ---- | ------------- | ------------- | --------- | --------- |
| 1    | 2019年10月2日 | 第1話～第4話  | BIXA-1271 | BIBA-3381 |
| 2    | 2019年11月2日 | 第5話～第8話  | BIXA-1272 | BIBA-3382 |
| 3    | 2019年12月3日 | 第9話～第12話 | BIXA-1273 | BIBA-3383 |

## 外部連結
- 電視動畫「胡蝶綺 ～少年信長～」官方網站 （页面存档备份，存于） （日語）
- 電視動畫「胡蝶綺 ～少年信長～」官方的X（前Twitter） （日語）